# Veglie funebri
(Tony Soprano/James Gandolfini)
Veglie funebri (Kennedy and Heidi) è l'83º episodio della serie televisiva statunitense I Soprano (The Sopranos) dell'emittente HBO: trasmesso il 13 maggio 2007, è il 18º episodio della stagione 6 della serie.
Scritto dall'ideatore della serie David Chase e da Matthew Weiner (in seguito creatore di Mad Men per l'AMC), l'episodio ha vinto l'Emmy Award 2007 per la Migliore regia per una serie drammatica (Alan Taylor) e ha avuto la nomination agli Emmy Award 2007 per la Migliore sceneggiatura per una serie drammatica (una delle 3 su 5 della serie nell'edizione 2007, un record per la singola categoria, vinta da Chase per l'ultimo episodio Made in America).
Il titolo originale dell'episodio, Kennedy and Heidi, si riferisce al nome delle due ragazze che si vedono per pochi secondi e che causano involontariamente l'incidente stradale che è il fulcro dell'episodio.

## Trama
Tony e Christopher si recano ad un appuntamento a New York con Phil Leotardo: continuando nelle provocazioni verso Tony, il nuovo boss dei Lupertazzi gli chiede il 25% del ricavato di uno scarico abusivo di amianto. 
Durante il viaggio di ritorno verso il New Jersey, Chris provoca un pauroso incidente stradale, sbandando per evitare la collisione con un'altra macchina. I due si salvano per miracolo, ma Chris confida a Tony di essere drogato e lo prega di non portarlo in ospedale per paura del ritiro della patente.
Tony, dopo aver visto il seggiolino della figlia di Chris distrutto, si avvicina al nipote per aiutarlo e inizia a comporre il 911 per le emergenze: ma prima di dare il via alla chiamata, evidentemente esausto dai comportamenti irresponsabili di Chris, cambia drasticamente opinione e lo soffoca.
La famiglia e gli amici entrano nello sconforto e Tony si guarda bene dal riferire di essere stato lui ad ucciderlo. Nel frattempo, muore per infarto anche l'anziana madre di Paulie, Nucci Gualtieri.

Solo in sogno, come spesso gli accade, Tony confida alla dottoressa Melfi il suo reale stato d'animo per la morte del nipote; dice di sentirsi sollevato perché Chris era sempre stato troppo instabile e Tony lo riteneva un futuro possibile traditore, a causa della sua dipendenza dalle droghe.
Nella vera seduta psicanalitica, Tony confida alla Melfi che Chris desiderava la sua morte, perché ne aveva trasposto la figura nel suo film e di non sentirsi in colpa perché aveva sempre aiutato il ragazzo in ogni modo, sia con la droga che con altri problemi sentimentali (riferendosi alla tragica storia di Adriana) e di non sopportare la falsa ipocrisia dei vari parenti e amici.
Decide così di partire da solo per Las Vegas, dedicandosi al gioco d'azzardo e andando a trovare Sonya, una vecchia fiamma di Chris. I due finiscono a letto e poi provano una serie di droghe, tra cui il peyote.
Nel frattempo, Anthony Jr, accresce la sua rabbia e la sua depressione quando assiste ad un pestaggio gratuito da parte di alcuni suoi amici.

## Premi e nomination
- Premi Emmy 2007 come Miglior regia per una serie drammatica ad Alan Taylor
- Nomination agli Emmy 2007 come Miglior sceneggiatura (David Chase, Matthew Weiner)

## Personaggi principali e guest-star
Il cast dell'episodio presenta alcune particolarità: 
- Dominic Chianese (Corrado Junior Soprano) è accreditato nel cast principale ma non compare in questo specifico episodio;
- Vi sono alcuni evidenti camei, tra i quali Julianna Margulies (nel ruolo di Julianna Skiff, ex amante di Christopher) e di Daniel Baldwin e Jonathan LaPaglia che interpretano sé stessi. Sarah Shahi interpreta Sonya Aragon nella sua unica apparizione della serie;
- Le due ragazze che danno il titolo originale all'episodio (Kennedy and Heidi) sono interpretate da Leah Bezozo e Christiana Anbri, non accreditate;

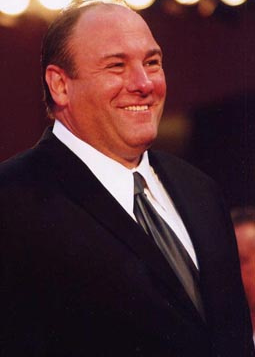
James Gandolfini interpreta Tony Soprano
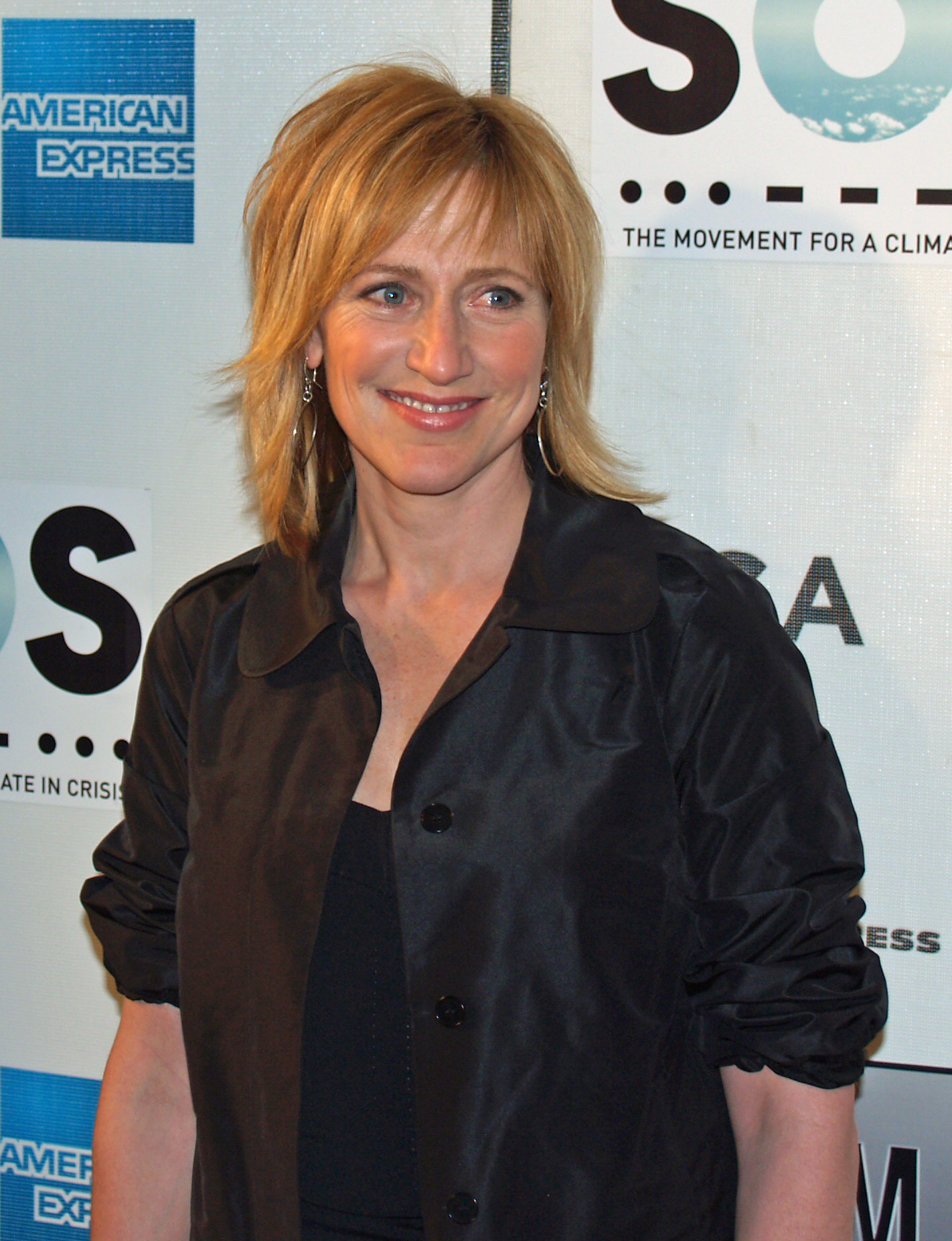
Edie Falco interpreta Carmela Soprano
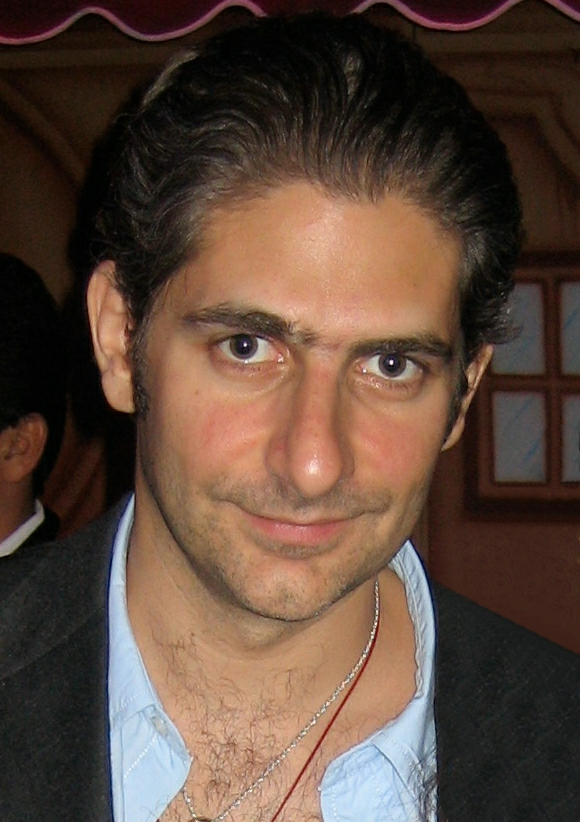
Michael Imperioli interpreta Christopher Moltisanti
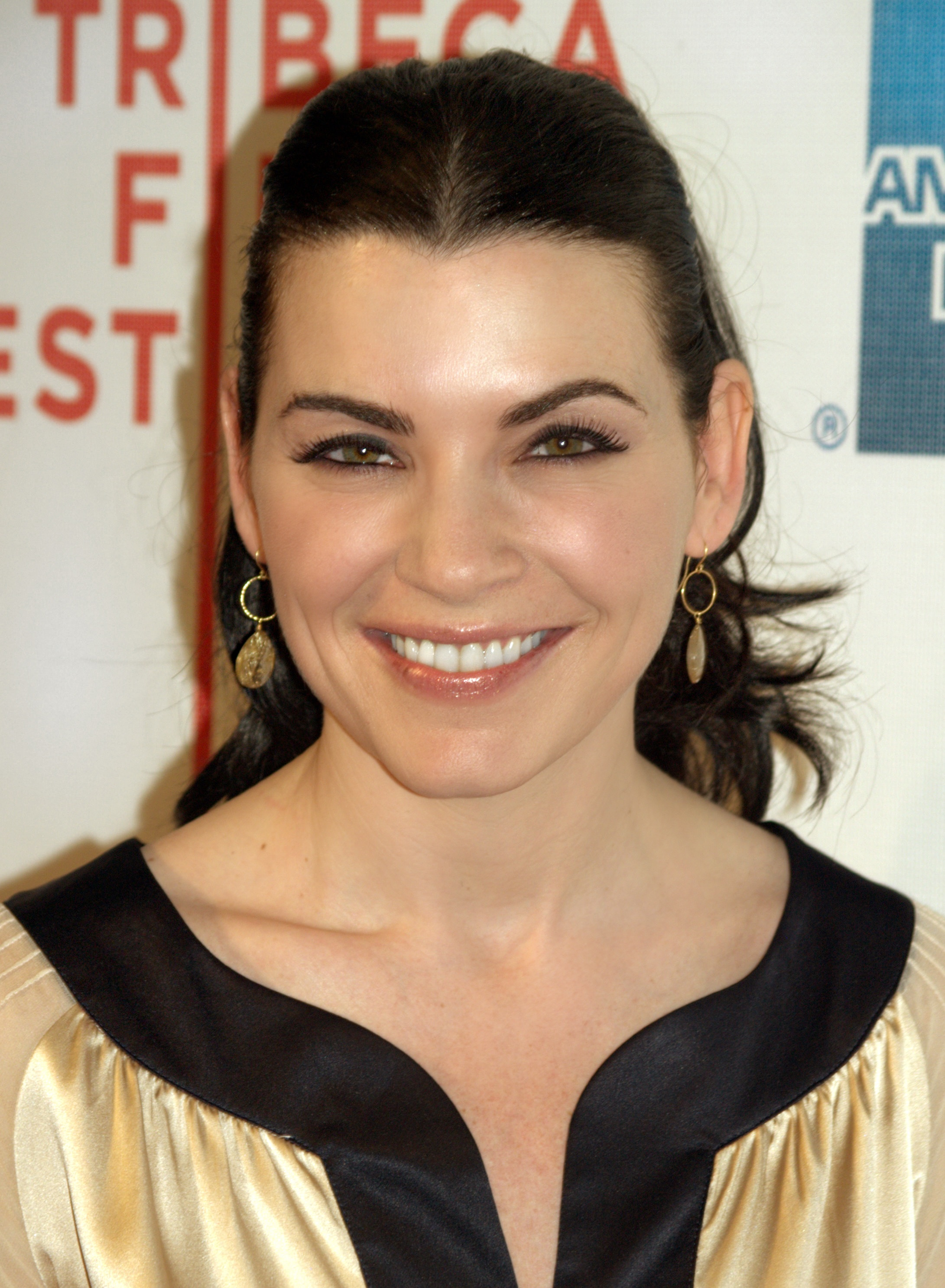
Julianna Margulies interpreta Julianna Skiff
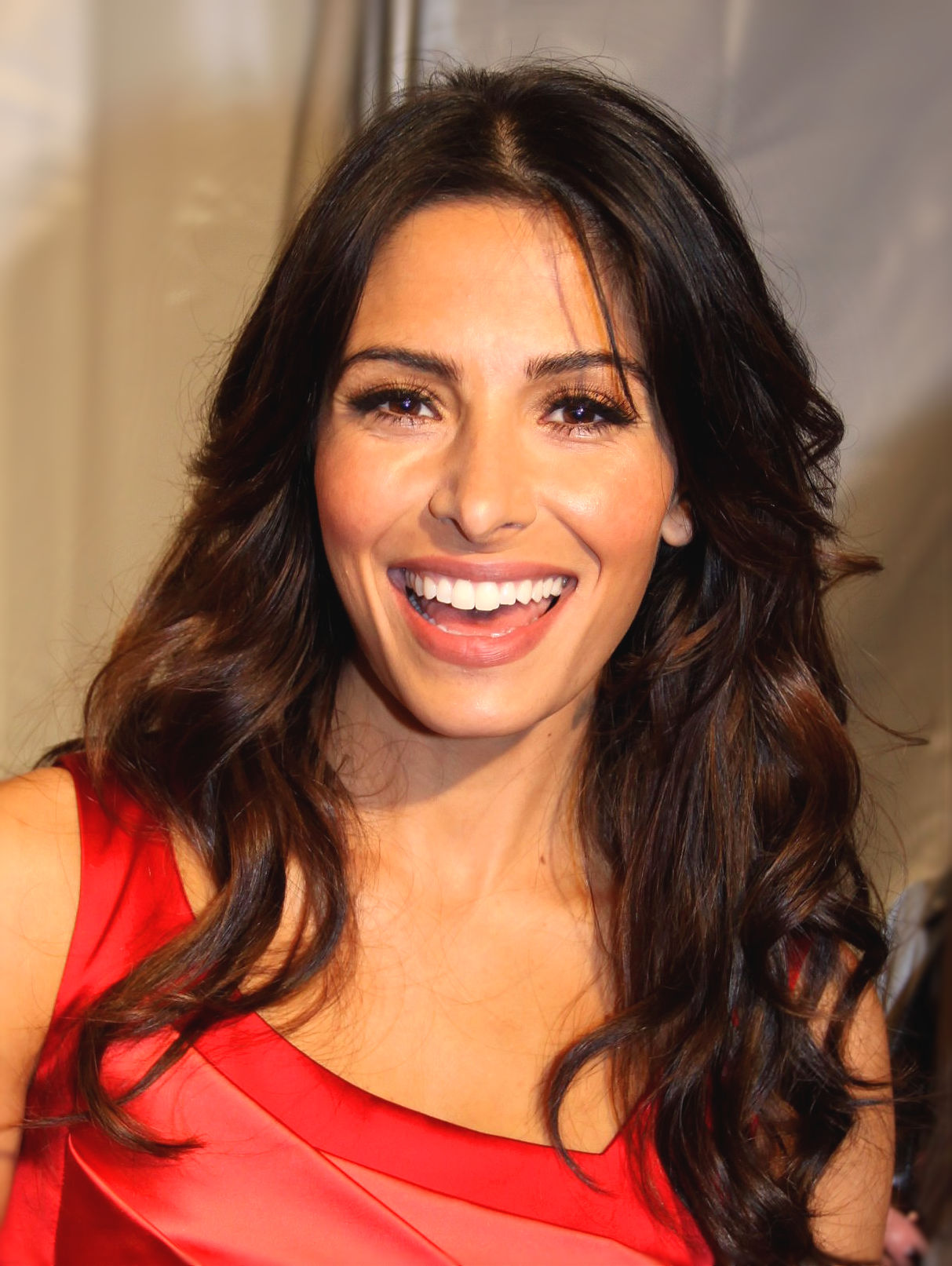
Sarah Shahi interpreta Sonya Aragon
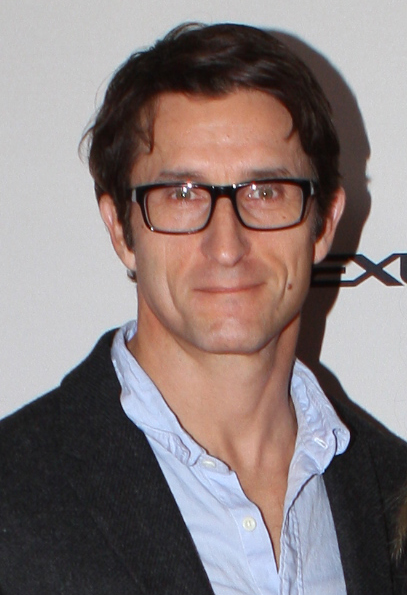
Jonathan LaPaglia interpreta sé stesso

- Julianna Margulies: Julianna Skiff
- Sarah Shahi: Sonya Aragon
- Daniel Baldwin: sé stesso
- Cara Buono: Kelli Lombardo Moltisanti
- Jonathan LaPaglia: sé stesso
- Max Casella: Benny Fazio
- Arthur Nascarella: Carlo Gervasi
- Greg Antonacci: Butch DeConcini
- John "Cha Cha" Ciarcia: Albie Cianflone
- Frank John Hughes: Walden Belfiore
- Maureen Van Zandt: Gabriella Dante

- Elizabeth Bracco: Marie Spatafore
- Marianne Leone: Joanne Blundetto Moltisanti
- Dennis Paladino: Al Lombardo
- Phyllis Kay: Rita Lombardo
- Joseph Perrino: Jason Gervasi
- Michael Drayer: Jason Parisi
- Bambadjan Bamba: ciclista
- Michael Countryman: Dr. Richard Vogel
- Mark La Mura: Alan Kaplan
- Joey Perillo: John Stefano

## Musica
Nell'episodio viene esplicitamente citata la colonna sonora di The Departed di Martin Scorsese: in particolare, durante la scena dell'incidente stradale di Tony e Chris, quest'ultimo poco prima dello schianto alza il volume per ascoltare meglio Comfortably Numb dei Pink Floyd (1979), nella versione live tratta dal concerto del 1990 The Wall Live In Berlin, cantata da Roger Waters, Van Morrison & The Band